# Zapotèque de Santa Catarina Albarradas
Ne doit pas être confondu avec Zapotèque de Santo Domingo Albarradas.
Le zapotèque de Santa Catarina Albarradas est une variété de la langue zapotèque parlée dans l'État de Oaxaca, au Mexique.

## Localisation géographique
Le zapotèque de Santa Catarina Albarradas est parlé dans la ville de Santa Catarina Albarradas (aussi connue sous le nom de San Antonio Albarradas), dans l'État de Oaxaca, au Mexique,.

## Intelligibilité avec les variétés du zapotèque
Les locuteurs du zapotèque de Santa Catarina Albarradas ont une intelligibilité de 80 % du zapotèque de Santo Domingo Albarradas (le plus similaire), inversement, ceux de la variété de Santo Domingo ont une intelligibilité de 52 % de celle de Santa Catarina, les deux variétés ont des différences phonologiques et grammaticales. Environ la moitié des locuteurs arrivent à comprendre le zapotèque de Cajonos assez bien du fait des échanges commerciaux entre les communautés.